# Juni 2014
| Juni 2014 |
| Månader under 2014: Januari · Februari · Mars · April · Maj · Juni · Juli · Augusti · September · Oktober · November · December ← December 2013 · Januari 2015 → |

## Händelser

### 2 juni
- Tågstrejk bryter ut i södra Sverige[1].
- Spaniens kung Juan Carlos I meddelar att han tänker abdikera till förmån för sin son Felipe.

### 3 juni
- Presidentvalet i Syrien leder till att den sittande presidenten Bashar al-Assad vinner överlägset.

### 8 juni
- Rafael Nadal vinner Franska öppna mästerskapen i tennis för nionde gången.
- Prinsessan Leonore döps i Svenska kyrkan i Slottskyrkan på Drottningholms slott.

### 9 juni
- I den pågående konflikten i Irak tar Islamiska staten i Irak och Levanten (ISIL) över kontrollen av Iraks näst största stad Mosul.

### 11 juni
- Mattias Flink friges efter 20 år i fängelse.

### 13 juni
- Högsta förvaltningsdomstolen slår fast att TV-avgift generellt sett inte kan tas ut för innehav av datorer och surfplattor.
- TV4:s lokala nyheter sänds för sista gången.

### 14 juni

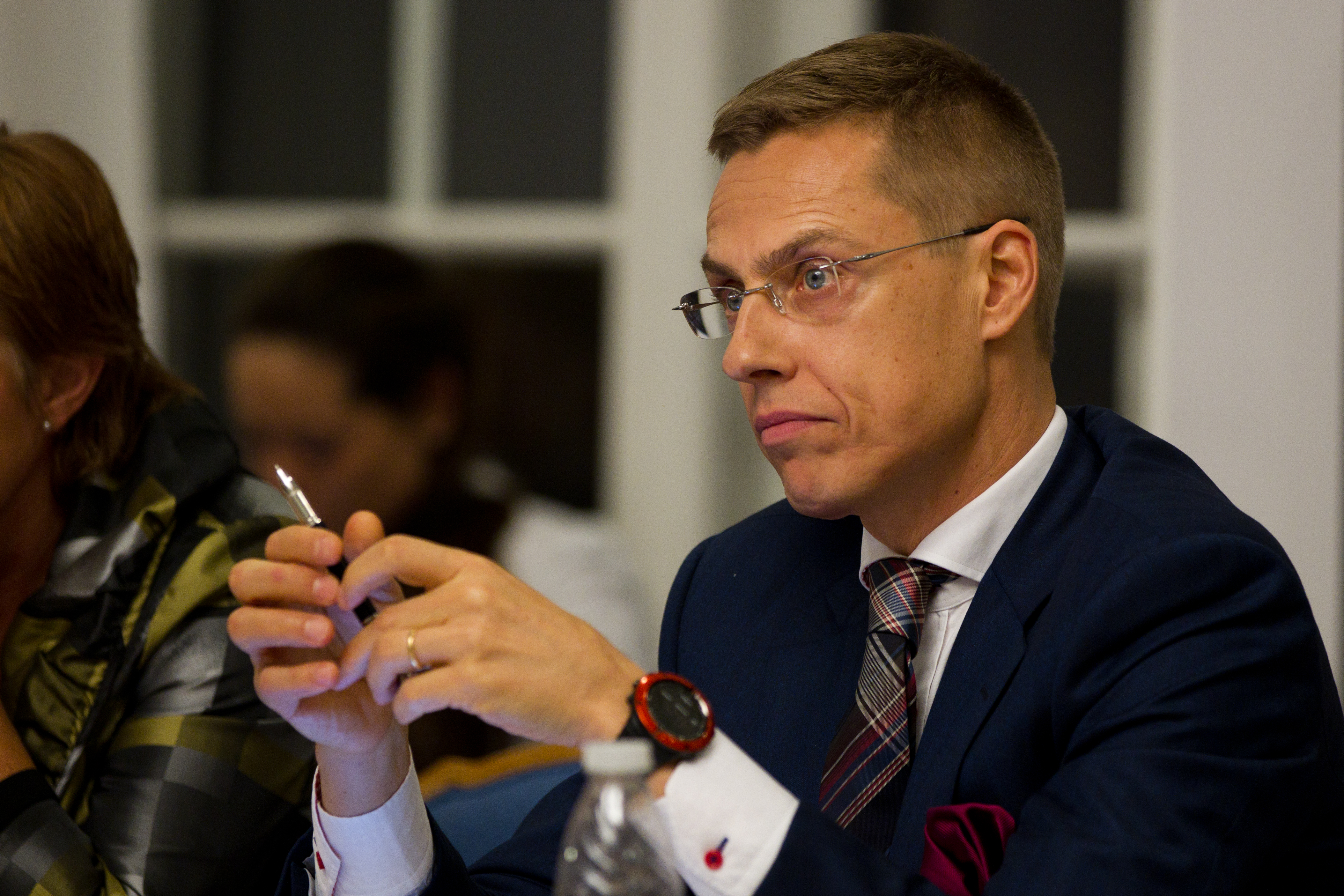
Alexander Stubb, 2011.

- Alexander Stubb väljs till ny partiledare för Samlingspartiet i Finland och kommer därmed också att bli ny statsminister.
- Anders Wejryd lägger ned sin stav och avgår därmed efter åtta år från sitt ämbete som Ärkebiskop för Svenska Kyrkan.

### 15 juni
- Antje Jackelén blir Svenska kyrkans första kvinnliga ärkebiskop.

### 18 juni
- Tågstrejken i södra Sverige tar slut sedan parterna accepterat medlarnas bud.

### 26 juni
- Luis Suárez stängs av från alla fotbollsmatcher under 4 månader efter att ha bitit en motståndare.

### 27 juni
- Sofia Hellqvist och prins Carl Philip eklaterar sin förlovning.

### 28 juni
- Etthundra år har gått sedan skotten i Sarajevo (se bild), som blev startpunkten för den utveckling som ledde fram till första världskriget.